# Croix de Gorays
La croix  de Gorays est située au lieu-dit "Le Gorays" sur la commune de Pleucadeuc dans le Morbihan.

## Historique
L'enclos de la chapelle Saint-Barthélémy où est située la croix de Gorays fait l’objet d’une inscription au titre des monuments historiques depuis le 3 novembre 1927.